# Deine Lakaien
Deine Lakaien — немецкая группа, исполняющая музыку в стилях дарквейв, неоклассика, авангард. Дуэт состоит из македонского вокалиста Александра Вельянова и Эрнста Хорна, композитора, пианиста и ударника, получившего классическое музыкальное образование.

## История

### Создание группы

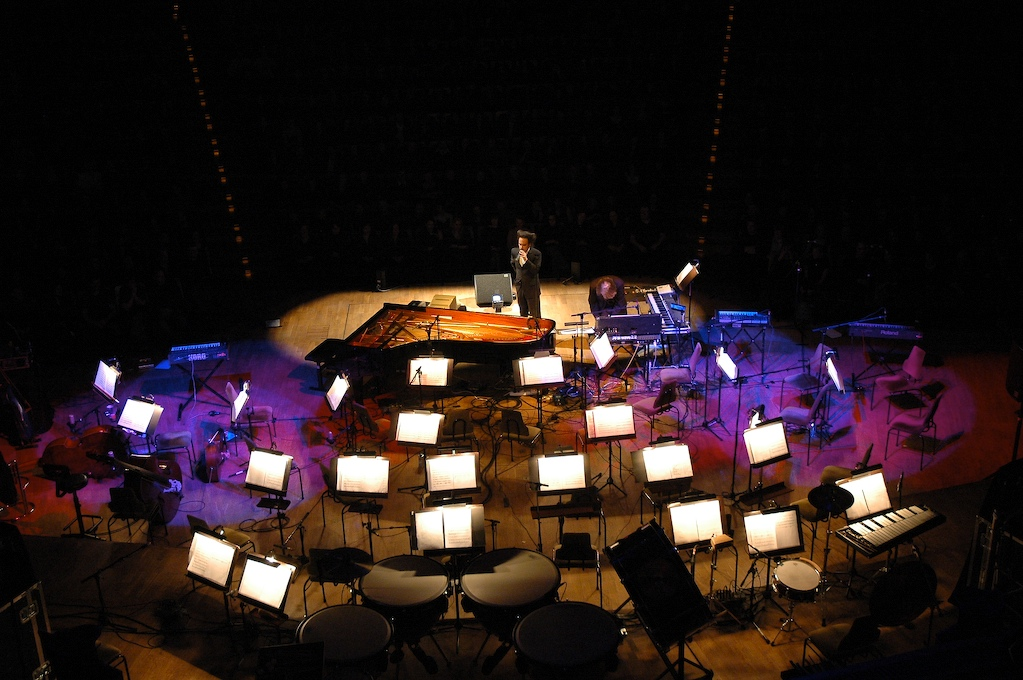
Выступление группы в Лейпциге.

Группа была основана в 1985 году Эрнстом Хорном, давшим объявление: «Ищу вокалиста, готового к экспериментам». На тот момент Хорн только что уволился с позиции дирижёра Баденского государственного театра в Карлсруэ, и продолжал свои занятия музыкой, зарабатывая себе на жизнь как пианист и композитор для театральных постановок мюнхенского Баварского национального театра (нем. Bayerisches Staatsschauspiel) при этом, будучи вовлечённым в авангардные движения в современной классической музыке. Александр Вельянов — македонский студент, приехавший в Мюнхен изучать театральное искусство, в 1985 году был приглашён на роль в небольшом фильме для местной театральной студии. Уже на тот момент он был частью готической субкультуры, в основном, интересуясь стилем дарквейв. Позднее Вельянов описывал своё знакомство с Хорном, старше его на 10 лет, так:

Двое очень разных людей стояли друг напротив друга и разница в возрасте не могла остаться незамеченной. Как только мы начали разговаривать о музыке, лёд между нами быстро растаял, несмотря на то, что наши вкусы отличались друг от друга настолько, насколько это вообще было возможно.
Оригинальный текст (англ.)Two quite different men were standing face to face and the difference in age could not be overlooked. As we started talking about music, the ice melt quickly, though our taste in music could not have been more different.
— Александр Вельянов.

Название они позаимствовали из песни известной немецкой группы Einstuerzende Neubauten «Die Genaue Zeit».Их дебютный альбом получил одноименное название и распространялся самостоятельно. К концу 1980-х гг. тираж в 500 копий был распродан в полностью.  В январе 1991 представлен второй альбом Dark Star. Дебютный альбом был переиздан в конце 1991 года, после чего коллектив отправляется в первое турне. Чтобы отпраздновать десятилетие группы, в 1996 появляется VHS с живыми видеоклипами. В 1998 начинается запись следующего лонгплея Kasmodiah. К 2002 снова публикуется полноценный LP под названием White Lies. Deine Lakaien в 2005 году празднует собственное 20-летие рядом событий.

### Лейблы
Большинство записей осуществлялось на лейбле Chrom Records, однако некоторые делались на Sony Records и EMI.

### Сольное творчество
Эрнст Хорн учился музыке в Фрайбурге и Гамбурге и руководил симфоническим оркестром, в котором был дирижёром. Он основал два известных сайд-проекта, играющих электро-средневековую музыку: Qntal и Helium Vola, но в данный момент принимает участие только в последней. Он также пишет музыку для театральных постановок и радио-пьес.
Александр Вельянов занимался по классу театра, а также выпустил три сольных альбома и один альбом с рок-группой Run Run Vanguard.

## Дискография

### Альбомы
- Deine Lakaien, 1986
- Dark Star, 1991 (reissued in 2005 combined with '2nd Star' EP)
- Dark Star Live, 1992
- Forest Enter Exit, 1993
- Acoustic, 1995 (Live Recording)
- Winter Fish Testosterone, 1996
- Kasmodiah, 1999
- White Lies, 2002
- 1987, 2003 (Early material)
- Live in Concert, 2003
- April Skies, 2005
- 20 Years Of Electronic Avantgarde, 2007 (Orchestral recordings)
- Indicator, 2010
- Acoustic II, 2013
- Crystal Palace, 2014
- XXX. The 30 Years Retrospective, 2016
- Dual, 2021
- Dual+, 2021

### Синглы и EP
- «2nd Star EP», 1991
- «Mindmachine», 1994
- «Return», 1997
- «Into My Arms», 1999
- «Sometimes», 1999
- «Generators», 2001
- «Where You Are/In The Chains Of», 2001
- «Over and Done», 2005
- «Gone», 2010
- «One Night», 2011
- «Farewell», 2014
- «Where The Winds Don’t Blow», 2014

### Видео/DVD
- «Mindmachine», 1994 (Video Single)
- «Forest Enter Exit», 1994 (Live Video)
- First Decade, 1996 (Video Compilation)
- Live In Concert, 2003 (Live DVD)
- The concert that never happened before, 2006 (Live DVD)
- 20 Years Of Electronic Avantgarde, 2007 (2 DVDs of orchestral recordings — also available as 3DVD+2CD box set)